# Adam Koljo
Adam Koljo (* 1683 oder 1699 in Livland; † 30. Junijul. / 11. Juli 1759greg. in Urvaste, Livland) war ein pietistischer estnischer Prediger, Literat und Übersetzer. Er förderte die Tätigkeit der Herrnhuter in Livland.

## Leben
Adam Koljo gehörte zu den einheimischen Esten aus dem Bauernstand, die der Herrnhuter Theologe Johann Christian Quandt (der Ältere) förderte und zu Predigern ausbildete. Gemeinsam mit Quandt und den estnischen Mitstreitern Michael Ignatius, Matsi Kärt und Mango Hans, dessen Schwiegervater Koljo war, legte Koljo den Grundstein der pietistischen Glaubensverbreitung in Livland und Estland.
Nachhaltig wirkte ab 1732 Quandts Aufbau einer Küster-Schule in Urvaste, an dem Koljo erheblichen Anteil hatte. Koljo wurde 1752 Nachfolger von Mango Hans auf der Stelle als Küster in Urvaste (deutsch Urbs).

## Werk
Adam Koljo übersetzte zahlreiche pietistische Schriften vom Deutschen ins Südestnische. Einige Wissenschaftler schreiben Koljo die Übersetzung von John Bunyans einflussreichem Werk The pilgrim's progress from this world to that which is to come über das Deutsche ins Südestnische zu, die aber auch von Mango Hans stammen könnte. Daneben übersetzte Koljo aus dem Deutschen Predigten und Bibelgeschichten und dichtete religiöse Lieder. Er galt auch als begabter Buchillustrator.